# Anne van Amstel
Anne van Amstel (Hoogeveen, 25 juni 1974) is een Nederlandse schrijfster en dichteres.
Ze debuteerde in november 2004 bij Uitgeverij Voetnoot met de bundel Het oog van de storm. Gedichten van haar hand werden opgenomen in een vijfentwintigtal verzamelbundels en bloemlezingen, onder andere "Als een zwerfkei" (Nijgh & Van Ditmar, 2015), "Blauw Goud" (Nieuw Amsterdam, 2013), "Ontmoet de dichter" (Kleinood en Grootzeer, 2012), "Anthologie van de Nederlandse poëzie in het Arabisch" (Dar Alfarabi, 2011), "Dicht!" (Rainbow Essentials, 2009), "Wees niet wreed: gedichten voor Elvis Presley" (Nijgh & Van Ditmar, 2008), Gedichten voor het hart (Rainbow Essentials, 2006) en Dagkalender van de poëzie 2006 (Meulenhoff). Hollands Maandblad, De Tweede Ronde, Poezine, Gonzo en Krakatau publiceerden gedichten van Van Amstel. 
Anne droeg onder andere voor op Nur Literatur en GDMW in Rotterdam, Park & Poëzie in Middelburg, Nacht van het gedicht in Goirle en Dichters in de Prinsentuin in Groningen. Sinds 2006 werkt zij samen met Rob Kloet, drummer van de Nits, met wie zij onder andere op het literaire festival Vurige Tongen te Ruigoord het poëzie- en slagwerkprogramma 'Vlinderslag' ten gehore bracht. In februari 2009 bracht Uitgeverij Voetnoot haar tweede bundel-met-cd uit, met opnamen gemaakt in de Nits-studio, eveneens onder de titel 'Vlinderslag'. In 2014 verscheen bij de Avalon Pers een bibliofiele uitgave van veertien gedichten uit de cyclus 'Geef me nu ik wil'. 
Anne werd in april 2015 onderscheiden met de Schrijversbeurs 2014-2015, categorie Poëzie, van Hollands Maandblad. In 2007 won zij de VU-podium poëzieprijs 2007 (gedeelde eerste plaats).
Anne van Amstel is lid van de stichting Schrijvers School Samenleving. Zij studeerde Engelse letterkunde en klinische psychologie en werkt parttime als GZ-psycholoog in Amsterdam.